# Euroschinus elegans
Euroschinus elegans är en sumakväxtart som beskrevs av Adolf Engler. Euroschinus elegans ingår i släktet Euroschinus och familjen sumakväxter. Inga underarter finns listade i Catalogue of Life.